# Comuna Hulivți, Bilohirea
Hulivți (în ucraineană Гулівці) este o comună în raionul Bilohirea, regiunea Hmelnîțkîi, Ucraina, formată din satele Hulivți (reședința), Jîjnîkivți și Sîniutkî.

## Demografie
Componența lingvistică a comunei Hulivți
     Ucraineană (98,59%)
     Rusă (1,41%)
Conform recensământului din 2001, majoritatea populației comunei Hulivți era vorbitoare de ucraineană (98,59%), existând în minoritate și vorbitori de rusă (1,41%).